# 安達秀都
安達 秀都（あだち しゅうと、2004年7月15日 - ）は熊本県熊本市出身のサッカー選手。Jリーグ・ザスパクサツ群馬所属。ポジションはミッドフィールダー。

## 略歴
ヴィッセル神戸のアカデミー出身。U-18チーム在籍中だった2022年シーズンには2種登録選手としてトップチームに登録された。2022年8月2日、同期の寺阪尚悟・冨永虹七とともに2023年シーズンからトップチームに昇格することが発表された。
2023年3月26日、ルヴァンカップ・グループステージの横浜FC戦でトップチームデビューを飾った。
2024年、いわてグルージャ盛岡に育成型期限付き移籍。
2025年、ザスパ群馬に育成型期限付き移籍。

## 所属クラブ
- 2011年 - 2016年 リベルタ北熊本
- 2017年 - 2019年 ソレッソ熊本
- 2020年 - 2022年 ヴィッセル神戸U-18
  - 2022年  ヴィッセル神戸（2種登録選手）[5]
- 2023年 -  ヴィッセル神戸
  - 2024年 いわてグルージャ盛岡（期限付き移籍）
  - 2025年 - ザスパ群馬（期限付き移籍）

## 個人成績
| 国内大会個人成績 | 国内大会個人成績 | 国内大会個人成績 | 国内大会個人成績 | 国内大会個人成績 | 国内大会個人成績 | 国内大会個人成績 | 国内大会個人成績 | 国内大会個人成績 | 国内大会個人成績 | 国内大会個人成績 | 国内大会個人成績 |
| 年度             | クラブ           | 背番号           | リーグ           | リーグ戦         | リーグ戦         | リーグ杯         | リーグ杯         | オープン杯       | オープン杯       | 期間通算         | 期間通算         |
| 年度             | クラブ           | 背番号           | リーグ           | 出場             | 得点             | 出場             | 得点             | 出場             | 得点             | 出場             | 得点             |
| 日本             | 日本             | 日本             | 日本             | リーグ戦         | リーグ戦         | リーグ杯         | リーグ杯         | 天皇杯           | 天皇杯           | 期間通算         | 期間通算         |
| ---------------- | ---------------- | ---------------- | ---------------- | ---------------- | ---------------- | ---------------- | ---------------- | ---------------- | ---------------- | ---------------- | ---------------- |
| 2023             | 神戸             | 36               | J1               | 0                | 0                | 4                | 0                | 0                | 0                | 4                | 0                |
| 2024             | 岩手             | 30               | J3               | 31               | 0                | 2                | 0                | 2                | 0                | 35               | 0                |
| 2025             | 群馬             | 36               | J3               |                  |                  |                  |                  |                  |                  |                  |                  |
| 通算             | 日本             | 日本             | J1               | 0                | 0                | 4                | 0                | 0                | 0                | 4                | 0                |
| 通算             | 日本             | 日本             | J3               | 31               | 0                | 2                | 0                | 2                | 0                | 35               | 0                |
| 総通算           | 総通算           | 総通算           | 総通算           | 31               | 0                | 6                | 0                | 2                | 0                | 39               | 0                |

- 2022年 2種登録選手としての公式戦出場無し

出場歴
- Jリーグ初出場 - 2024年2月25日 J3第1節 カマタマーレ讃岐戦 (Pikaraスタジアム)